# George Zweig
Pour les articles homonymes, voir Zweig.
George Zweig (/zwaɪɡ/ ; né le 30 mai 1937 à Moscou (URSS)) est un scientifique américain, originellement formé comme physicien des particules par le lauréat du prix Nobel 1965, Richard Feynman, et qui se tourna par la suite vers la neurobiologie. Il a passé de nombreuses années comme chercheur au Laboratoire national de Los Alamos et au MIT, mais, en 2004, est parti travailler dans l'industrie financière. 

## Carrière
Diplômé en 1959 de l'Université du Michigan, George Zweig postula en 1964, alors qu'il était étudiant en physique au CalTech, l'existence des quarks, et ce indépendamment de Murray Gell-Mann. G. Zweig les avait nommé « aces » (as), d'après les quatre cartes à jouer, car il en supposait l'existence de quatre types différents,. L'introduction des quarks a fourni une pierre angulaire à la physique des particules.
À l'instar de Murray Gell-Mann, il réalisa que de nombreuses propriétés importantes de particules comme les baryons (dont les protons et les neutrons font partie) peuvent être expliquées en les décrivant comme des triplets de particules constitutives (qu'il appela as et que M. Gell-Mann appela quarks), avec un nombre baryonique et une charge électrique fractionnaires. Mais, contrairement à M. Gell-Mann, G. Zweig parvint à sa description du modèle de quark en partie grâce à la désintégration étrangement atténuée du méson φ en ρ π, une caractéristique codifiée en ce qui est maintenant connu sous le nom de règle O.Z.I. (le Z étant pour Zweig). Dans la terminologie technique postérieure, les quarks de Gell-Mann sont équivalents à des « quarks de courant », ceux de Zweig à des « quarks constitutifs ».
Comme relevé par l'astrophysicien John Gribbin, M. Gell-Mann reçut à juste titre le prix Nobel de physique en 1969 pour l'ensemble de ses contributions et découvertes sur la classification des particules élémentaires et leurs interactions ; à cette époque, la théorie des quarks n'était pas encore entièrement acceptée, et n'avait pas été spécialement mentionnée. Dans les années qui suivirent, lorsque la théorie des quarks devint le modèle standard de la physique des particules, le comité Nobel pensa probablement ne pas pouvoir reconnaître George Zweig comme le scientifique ayant le premier énoncé les implications de la théorie en détail et suggéré qu'elles pourraient se suffire, sans intégrer à nouveau Murray Gell-Mann. Néanmoins, en 1977, Richard Feynman proposa Gell-Mann et Zweig pour le prix Nobel, sans doute sa seule nomination pour ce travail. Quelle que soit la raison, et en dépit des contributions de George Zweig à une théorie centrale de la physique moderne, il ne fait pas à l'heure actuelle partie des lauréats du prix.
George Zweig se tourna plus tard vers la neurobiologie et étudia la transduction de signaux du son en impulsions nerveuses dans la cochlée de l'oreille humaine. En 1975, alors qu'il étudiait l'oreille, il découvrit la transformée en ondelettes continue. G. Zweig travaille actuellement pour Renaissance Technologies à Long Island.

## Prix et distinctions
Lauréat du Prix MacArthur en 1981, George Zweig fut reçu à la National Academy of Sciences en 1996.